# Rubén Buren
Rubén Buren (Madrid, 1974) es un artista multidisplicinar español. Su labor en escritura y teatro se dedica sobre todo a la recuperación de la memoria histórica, desde su ideología de anarquista humanista, heredero de su bisabuelo, el anarquista Melchor Rodríguez, el Ángel Rojo. Sus textos teatrales han sido estrenados y traducidos en varios países.

## Biografía
Nacido en el barrio de Aluche, en Madrid, fue alternando su compromiso con la música, a través de los grupos de rock del barrio, hasta entrar en Carpe Diem como cantante y guitarrista en 1992. En 1995 entró a formar parte de la llamada Nueva Generación de Cantautores de los años 90, junto a Ismael Serrano, Carlos Chaouen, Quique González, Tontxu, Antonio de Pinto, Pedro Herrero, Luis Felipe Barrio, etc. Tiene un compromiso activo con la lucha social a través de conciertos para los presos, junto a Javier Krahe; el campamento de Sintel o el apoyo a diferentes grupos de trabajadores y colectivos en huelgas y encuentros en toda España, así como colectivos de memoria o de dignidad social de todo tipo.
Apadrinado por su maestro y amigo Quintín Cabrera, comparte escenario en muchos actos junto a Luis Pastor, José Antonio Labordeta, Chicho Sánchez Ferlosio, Indio Juan, Olga Manzano, Rafael Amor, Juan Diego y un largo etcétera. Hasta montar el colectivo de canción Cantad, Cantad Malditos, junto a Pedro Herrero y Sergio Sleiman, con varias giras y conciertos multitudinarios de 1997 a 2000.
Después de dejar Cantad, Cantad Malditos, gira hacia el humor con el dúo Desakordes, junto a Pedro Herrero, entrando en las giras de comedia por toda España. Un álbum con SONY, dos DVD en directo, actuaciones en televisión, teatros y varios premios avalan el recorrido de este dúo durante más de ocho años, hasta su separación en 2011. Siempre cercano al jazz, la copla y el blues, dirige El Club Lavapiés, con actuaciones por toda España. Músico multinstrumentista, también compone bandas sonoras para documentales, cine y obras teatrales. Codirige un espectáculo de Poesía y Canción, junto al actor de doblaje Héctor Checa, llamado El Olvido o la vida, donde recogen los poemas de Jaime Gil de Biedma, Ángel González, Mario Benedetti, Gloria Fuertes, Figuera Eymerich, Goytisolo, etc., girando por varios teatros y salas de toda España desde el 2002 a 2010.
En 1993 comienza a impartir clase de pintura y dibujo en la academia familiar, realizará varias exposiciones de dibujo, óleo y fotografía (como La mirada del Desnudo o Trabajadores de Madrid) así como el trabajo de retratista y pintor por encargo que mantiene durante años. Trabajó como animador en más de veinte series de dibujos animados para televisión, en producciones tanto españolas, como extranjeras, estrenadas en TVE, BBC, MTV, etc. 
En 1999, conforma el Grupo de Investigación Teatral El Noema, adscrito a la facultad de Filosofía de la Universidad Complutense de Madrid (UCM), donde pone a prueba sus textos de carácter histórico-político, que más tarde verán la luz en el terreno profesional. Sus textos teatrales han sido traducidos a varios idiomas y son objeto de estudio en universidades de todo el mundo.  
Publica su primera novela en 2003, y comienza las publicaciones teatrales. Mientras trabaja como escritor profesional de novela, ensayista o articulista para revistas como MUY Historia.
Como dramaturgo se formó en la Escuela Libre de Interpretación de José Sanchis Sinisterra.
Es Doctor en Investigación en Medios de Comunicación por la Universidad Carlos III de Madrid es profesor universitario en varias universidades.
En 2020, dirigió, escribió y compuso la música de su primera película, Maquis, que se financió mediante crowdfounding y con el trabajo del equipo, película que obtuvo una docena de premios internacionales.

## Obra
Su obra, en especial la teatral, se distingue por un fuerte compromiso ideológico centrado en el rescate de la memoria y el resarcimiento moral de las víctimas de injusticias sociales.

### Obras teatrales
- Dime una mentira, una crítica a la sociedad del espectáculo.
- España 82, sobre la crisis social y laboral de 1982 en los barrios de Madrid.
- Maquis, sobre los guerrilleros antifranquistas.
- Historias del abandono, sobre la ruptura de parejas LGTB.
- Próxima estación, sobre la violencia de género y la negación del lesbianismo en el franquismo.
- La entrega de Madrid, sobre la vida de Amapola Rodríguez y su padre "El Ángel Rojo" en los últimos días del Madrid republicano.
- La sonrisa del caudillo, sobre el gen rojo, las investigaciones filonazis de Vallejo Nágera y el robo de niños.
- 186 escalones, sobre Paco Boix y los españoles de Mauthausen.[1]
- El último Ninot, sobre el último asesinado por la inquisición española en tiempos de Fernando VII.
- Siempre es de noche, una obra sobre las consecuencias de la pederastia en la edad adulta.
- Los números primos, sobre los últimos días del poeta Lorca y los profesores de los Ateneos republicanos.
- Reflexiona, sobre los procesos del nuevo capitalismo.
- Hakelhoui, sobre la prostitución de menores ejercida por los europeos en el Marruecos de los años 40.

### Discos y Bandas Sonoras
- Cantautores: la nueva generación (1997)
- Cantad, Cantad Malditos (1998)
- El Tercer hombre (2003)
- Desakordes: militante (2005)
- Rubén Buren y el Club Lavapiés (2010)
- B.S.O. Documental El Ángel Rojo (2016)
- B.S.O. Maquis (2020)

### Novelas y Ensayos
- El coleccionista de colores (2003)
- Os salvaré la vida (2017)
- Guion de Videojuegos (2017)
- Maquis y otras resistencias antifranquistas (2023)
- La II República (2024)

### Películas
- Maquis (2020)

## Premios
Ha recibido junto a Joaquín Leguina el Premio de Novela Histórica Alfonso X El Sabio de 2017 por su obra Os salvaré la vida. En su vertiente como director y dramaturgo ha recibido una mención especial del Premio Lope de Vega Teatro 2010, por Los Idus de Marzo, así como los premios a mejor Dirección teatral, UCM 2016, por El último Ninot o a mejor Texto Original (UCM 2006, 2010, 2012, 2014, 2018). El Premio del Público del Concurso Internacional de Humor de Valencia 2005-06, Primer Premio Certamen teatro escolar del Ayuntamiento de Madrid de 2003 y el Primer premio Certamen teatro escolar de la Comunidad de Madrid de 2002.